# Antonio Garijo Hernández
Antonio Garijo Hernández (m. 2 d'agost de 1984) va ser un militar espanyol, conegut pel seu paper durant la Guerra civil.

## Biografia
Oficial d'infanteria diplomat en la Escola Superior de Guerra, al juliol de 1936 ostentava el rang de capità d'Estat Major i es trobava destinat en l'Estat Major de la III Divisió Orgànica de València. Després de l'esclat de la Guerra civil es va mantenir fidel a la República i durant la contesa arribaria a ocupar diversos càrrecs. Va ser destinat a l'Exèrcit del Centre, on va ocupar el lloc de cap de la 2a Secció -és a dir, la secció d'informació- de l'Estat Major. Posteriorment fou cap de la 2a Secció d'Estat Major del Grup d'Exèrcits de la Regió Central (GERC), aconseguint la graduació de tinent coronel.
Alguns autors han suggerit la seva relació amb la Cinquena columna franquista, arribant a ser acusat de traïció.
Ferm partidari del coronel Segismundo Casado, cap de l'Exèrcit de l'Exèrcit del Centre, a la fi de març de 1939 va ser un dels emissaris designats pel Consell Nacional de Defensa, al costat del comandant Leopoldo Ortega Nieto, per a negociar amb els representants de Franco. Les negociacions, no obstant això, no van tenir cap èxit i el bàndol franquista va desencadenar una ofensiva final contra la zona republicana. Garijo seria empresonat i expulsat de l'Exèrcit pels vencedors.
Va morir el 2 d'agost de 1984 a Mora (Toledo).